# IND 풀튼 스트리트선
틀:IND Fulton Street Line
IND 풀튼 스트리트선(IND Fulton Street Line)은 뉴욕 지하철의 IND 디비전의 고속 환승 노선으로, 이스트 리버 아래 크랜베리 스트리트 터널에서 브루클린 중심부를 지나 퀸스 오존 파크 종점까지 이어진다. IND 락어웨이선은 락어웨이 블러바드 바로 동쪽에서 분기한다. A 열차는 지하구간에서는 낮 시간대 급행, 밤 시간대 완행으로, 고가구간에서는 전시간 운행된다. C 열차는 지하구간을 심야를 제외한 시간대에 운행한다.
이 노선은 주로 풀튼가, 핏킨 애비뉴, 리버티 애비뉴를 따라 운행된다. 노선의 대부분을 차지하는 지하 부분은 1936년에서 1956년 사이에 시 소유의 인디펜던트 서브웨이 시스템(IND)용으로 건설되었다. 퀸스의 고가 부분은 원래 브루클린-맨해튼 트랜싯 코퍼레이션(BMT)의 풀튼 스트리트 고가철도의 일부였으며, 브루클린에서 고가철도는 지하철 노선 개통과 함께 폐쇄 및 철거되었다.

## 범위 및 운행계통
| 운행계통 | 운행계통             | 구간                              | 구간                                  |
|          | 시간대               | 호이트-셔머혼 St. 유클리드 애비뉴 | 유클리드 애비뉴 오존 파크-레퍼츠 Blvd |
| -------- | -------------------- | --------------------------------- | ------------------------------------- |
| "A" 열차 | 심야를 제외한 전시간 | 급행                              | 완행                                  |
| "A" 열차 | 심야                 | 완행                              | 완행                                  |
| "C" 열차 | 심야를 제외한 전시간 | 완행                              | 운행 없음                             |
| "C" 열차 | 심야                 | 운행 없음                         | 운행 없음                             |

대부분의 노선은 풀튼가 아래에 단일층으로 이루어졌는데, 노스트랜드 애비뉴역은 예외적으로 급행 선로가 상층에 있고 완행 선로가 하층에 있다. 1930년대 후반과 1940년대 초반에 지하철이 건설되는 동안, 지금은 철거된 구 BMT 풀튼 스트리트 고가철도(현 IND 노선으로 교체됨)가 지원해야 했다.
퀸스의 리버티 애비뉴를 따라 이은 80번가-허드슨 스트리트 - 오존 파크-레퍼츠 블러바드 간의 역 및 현재의 3선 고가 구조물은 1915년 BMT의 이중 계약(Dual Contracts) 부분으로서 고가 풀턴 스트리트선을 위해 건설되었다. 이 곳은 더 가벼운 목재로 제조된 고가 전동차와 대조적으로, 철제 전동차를 취급하기 위해 특별히 제작된 풀튼 고가철도의 유일한 구간이었다.

### 경로
크랜베리 스트리트 터널(Cranberry Street Tunnel)을 통해 브루클린에 복선으로 진입하는 IND 8번로선은 크렌베리 스트리트에서 동쪽으로, 제이 스트리트에서 남쪽으로 이동한다. 제이 스트리트-메트로테크의 북쪽에 있는 풀튼 스트리트 선이 IND 컬버선과 병행하여 진행된다. 이 노선은 컬버선에서 셔머혼 스트리트를 따라 3복선의 호이트-셔머혼 스트리트 역으로 향하며, 브루클린-퀸즈 크로스타운선과 공유한다. 완행 선로는 호이트-셔머혼 스트리트 역에서는 사용되지 않지만 뉴욕 교통 박물관의 부지인 구 코트 스트리트역과 연결된다. 이 시점에서 유클리드 애비뉴까지 선로는 복복선 시스템이 된다.
이 선은 셔머혼 스트리트 아래에서 동쪽으로 계속되고 3번로와 플래부시 애비뉴 교차 지점에서 라파예트 애비뉴를 지나 풀튼 스트리트에서 브로드웨이 정션까지 온다.
브로드웨이 정션 이후 노선은 풀튼가에서 트룩스톤를 거쳐 브로드웨이를 지나 이스트뉴욕 차량사업소(East New York Yard)의 코너를 통과하여 자메이카 애비뉴를 건너고 펜실베니아 애비뉴에서 남쪽으로 진행한다. 그런 다음 피츠킨 애비뉴로 진입하여 동쪽으로 유클리드 애비뉴역까지 진행한다. 유클리드 애비뉴의 동쪽에는 핏킨 차량사업소(Pitkin Yard)와 연결되는 선로가 있으며, 급행 또는 완행 선로에서 그랜트 애비뉴 방향의 복선까지 연결된다. 4개의 본선은 피츠킨 애비뉴에서 동쪽으로 계속 진행되고, 엘더츠 레인(Elderts Lane) 인근에서 끝나고 사용되지 않는다.
구 그랜트 애비뉴를 지난 후, 퀸스에 진입하면서 경사로를 통해 구 풀튼 스트리트 고가 철도로 들어와서 리버티 애비뉴(Liberty Avenue)에 다다른다. 여기에는 3선 형태로 되어, 중앙 선로는 핏킨 차량사업소 발 선로이다. 락어웨이 블러바드를 지나면 IND 락어웨이선이 남쪽으로 분기하고 풀튼 스트리트 선은 리버티 애비뉴를 지나 레퍼츠 블러바드역까지 계속된다.

## 역 목록
| 역 서비스 범례                        | 역 서비스 범례                            |
| ------------------------------------- | ----------------------------------------- |
| 전 시간대에 정차                      | 전 시간대에 정차                          |
| 새벽 시간대를 제외한 전 시간대에 정차 | 심야 시간대를 제외한 전 시간대에 정차     |
| 새벽 시간대에만 정차                  | 심야 시간대에만 정차                      |
| 러시아워 시간대의 혼잡 구간에만 정차  | 출퇴근 시간대의 혼잡 구간에만 정차        |
| 시간대 세부 정보                      |                                           |
|                                       |                                           |
| 장애인 접근                           | 미국 장애인법 적용 역                     |
| ↑                                     | 미국 장애인법에 따라 화살표만 표시하는 역 |
| ↓                                     | 미국 장애인법에 따라 화살표만 표시하는 역 |
|                                       | 중이층으로만 이동가능한 엘리베이터        |

| 인근 위치                                                                                    | | 역 (한글)                 | 역 (영문)                     | 선로      | 운행 계통                     | 개업일자         | 환승 및 참고                                                                                     |
| -------------------------------------------------------------------------------------------- | --- | ------------------------- | ----------------------------- | --------- | ----------------------------- | ---------------- | ------------------------------------------------------------------------------------------------ |
| 브루클린                                                                                     | |                           |                               |           |                               |                  |                                                                                                  |
| IND 8번로선 급행 선로가 이어서 시작됨 (A C ); IND 6번로선 완행 선로와 이어짐 (정규운행 없음) | |                           |                               |           |                               |                  |                                                                                                  |
| 다운타운 브루클린                                                                            | | 제이 스트리트-메트로테크  | Jay Street–MetroTech          | 급행      | A C                           | 1933년 2월 1일   | IND 컬버선 (F <F> ) BMT 4번로선 (틀:NYCS Montague)                                               |
| 다운타운 브루클린                                                                            | 완행 선로 시작 |                           |                               |           |                               |                  |                                                                                                  |
| 다운타운 브루클린                                                                            | | 코트 스트리트             | Court Street                  | 완행      |                               | 1936년 4월 9일   | 1946년 폐역, 1976년에 뉴욕 교통박물관으로 재건.                                                  |
| 다운타운 브루클린                                                                            | 완행 선로는 코트 스트리트역에서 동쪽으로 계속된다. 급행 선로는 제이 스트리트-메트로테크역에서 남쪽에서 동쪽으로 계속된다. |                           |                               |           |                               |                  |                                                                                                  |
| 다운타운 브루클린                                                                            | | 호이트-셔머혼 스트리트    | Hoyt–Schermerhorn Streets     | 모두 정차 | A C                           | 1936년 4월 9일   | IND 크로스타운선 (G ) 사용하지 않는 완행 및 급행 선로 사이의 완행 선로 & 승강장                  |
| 포르그린                                                                                     | | 라파예트 애비뉴           | Lafayette Avenue              | 완행      | 틀:NYCS Fulton local          | 1936년 4월 9일   |                                                                                                  |
| 클린턴 힐                                                                                    | | 클린턴-워싱턴 애비뉴      | Clinton–Washington Avenues    | 완행      | 틀:NYCS Fulton local          | 1936년 4월 9일   |                                                                                                  |
| 베드퍼드스타이베선트                                                                         | | 프랭클린 애비뉴           | Franklin Avenue               | 완행      | 틀:NYCS Fulton local          | 1936년 4월 9일   | BMT 프랭클린 애비뉴선 (틀:NYCS Franklin)                                                         |
| 베드퍼드스타이베선트                                                                         | | 노스트란드 애비뉴         | Nostrand Avenue               | 모두 정차 | A C                           | 1936년 4월 9일   | 완행-하위층 급행-상위층 B44 셀렉트 버스 서비스                                                   |
| 베드퍼드스타이베선트                                                                         | | 킹스턴-트루프 애비뉴      | Kingston–Throop Avenues       | 완행      | 틀:NYCS Fulton local          | 1936년 4월 9일   |                                                                                                  |
| 베드퍼드스타이베선트                                                                         | | 유티카 애비뉴             | Utica Avenue                  | 모두 정차 | A C                           | 1936년 4월 9일   | B46 셀렉트 버스 서비스                                                                           |
| 베드퍼드스타이베선트                                                                         | | 랄프 애비뉴               | Ralph Avenue                  | 완행      | 틀:NYCS Fulton local          | 1936년 4월 9일   |                                                                                                  |
| 베드퍼드스타이베선트                                                                         | | 락어웨이 애비뉴역         | Rockaway Avenue               | 완행      | 틀:NYCS Fulton local          | 1936년 4월 9일   |                                                                                                  |
| 이스트 뉴욕                                                                                  | | 브로드웨이 정션           | Broadway Junction             | 모두 정차 | A C                           | 1946년 12월 30일 | BMT 캐나시선 (L ) BMT 자메이카선 (J Z ) 구 역명 '브로드웨이-이스트 뉴욕(Broadway-East New York)' |
| 이스트 뉴욕                                                                                  | | 리버티 애비뉴             | Liberty Avenue                | 완행      | 틀:NYCS Fulton local          | 1948년 11월 28일 |                                                                                                  |
| 이스트 뉴욕                                                                                  | | 밴시클렌 애비뉴           | Van Siclen Avenue             | 완행      | 틀:NYCS Fulton local          | 1948년 11월 28일 |                                                                                                  |
| 이스트 뉴욕                                                                                  | | 쉐퍼드 애비뉴             | Shepherd Avenue               | 완행      | 틀:NYCS Fulton local          | 1948년 11월 28일 |                                                                                                  |
| 이스트 뉴욕                                                                                  | | 유클리드 애비뉴           | Euclid Avenue                 | 모두 정차 | A C                           | 1948년 11월 28일 |                                                                                                  |
| 핏킨 차량사업소 및 그랜트 애비뉴역의 지선(본선의 막다른 곳)과 선로 연결                      | |                           |                               |           |                               |                  |                                                                                                  |
| 시티 라인                                                                                    | | 그랜트 애비뉴             | Grant Avenue                  | 모두 정차 | 틀:NYCS Fulton east           | 1956년 4월 29일  |                                                                                                  |
| 퀸스                                                                                         | |                           |                               |           |                               |                  |                                                                                                  |
| 단선 급행 선로가 핏킨 차량사업소에서 시작 (정규운행 없음)                                    | |                           |                               |           |                               |                  |                                                                                                  |
| 오존 파크                                                                                    | | 80번가                    | 80th Street                   | 완행      | 틀:NYCS Fulton east local     | 1915년 9월 25일  |                                                                                                  |
| 오존 파크                                                                                    | | 88번가                    | 88th Street                   | 완행      | 틀:NYCS Fulton east local     | 1915년 9월 25일  |                                                                                                  |
| 오존 파크                                                                                    | | 락어웨이 블러바드         | Rockaway Boulevard            | 완행      | 틀:NYCS Fulton east local     | 1915년 9월 25일  |                                                                                                  |
| 오존 파크                                                                                    | IND 락어웨이선 분리 (틀:NYCS Rockaway north)                                                                              |                           |                               |           |                               |                  |                                                                                                  |
| 오존 파크                                                                                    | | 104번가                   | 104th Street                  | 완행      | 틀:NYCS Fulton far east local | 1915년 9월 25일  |                                                                                                  |
| 리치먼드힐                                                                                   | | 111번가                   | 111th Street                  | 완행      | 틀:NYCS Fulton far east local | 1915년 9월 25일  |                                                                                                  |
| 리치먼드힐                                                                                   | | 오존 파크-레퍼츠 블러바드 | Ozone Park–Lefferts Boulevard | 모두 정차 | 틀:NYCS Fulton far east       | 1915년 9월 25일  | Q10 버스를 통해 JFK 공항 이용 가능                                                               |